# Мушупип
Мушупип (исп. Muxupip), на старых картах Мошупип — посёлок в Мексике, штат Юкатан, административный центр одноимённого муниципалитета. Численность населения, по данным переписи 2010 года, составила 2399 человек.

## Общие сведения
Название Muxupip с майянского языка можно перевести как похороненный хлеб.
Поселение было основано в доиспанский период, а первое упоминание относятся к 1579 году, когда оно стало энкомьендой. До 1927 года Мушупип входил в муниципалитет Мотуль, а после стал центром своего муниципалитета.